# NGC 414
NGC 414 é uma galáxia lenticular (S0) localizada na direcção da constelação de Pisces. Possui uma declinação de +33° 06' 49" e uma ascensão recta de 1 horas, 11 minutos e 17,6 segundos.